# Liga da Justiça (filme)
Justice League (bra/prt: Liga da Justiça) é um filme de super-herói estadunidense de 2017, baseado na equipe homônima da DC Comics, distribuído pela Warner Bros. Pictures, sendo o quinto filme do Universo Estendido DC. Dirigido por Zack Snyder e escrito por Chris Terrio e Joss Whedon, a partir de uma história de Snyder e Terrio, é estrelado por Ben Affleck, Henry Cavill, Amy Adams, Gal Gadot, Ezra Miller, Jason Momoa, Ray Fisher, Jeremy Irons, Diane Lane, Connie Nielsen, J. K. Simmons e Ciarán Hinds. Em Liga da Justiça, Batman e Mulher-Maravilha montam uma equipe de super-heróis composta por Flash, Aquaman e Ciborgue para enfrentar a ameaça catastrófica do Lobo da Estepe e seu exército de Parademônios.
O filme foi anunciado em outubro de 2014. As filmagens começaram em 11 de abril de 2016 e terminaram em 14 de outubro de 2016. Posteriormente, Joss Whedon foi contratado para escrever cenas que seriam filmadas durante as re-filmagens; no entanto, Snyder deixou o projeto em maio de 2017 após a morte de sua filha. Whedon dirigiu as cenas adicionais.
A pré-estreia de Liga da Justiça ocorreu em Pequim no dia 26 de outubro de 2017. Estreou nos Estados Unidos em 17 de novembro de 2017 nos formatos convencional, 3D e IMAX 3D. Recebeu críticas mistas da crítica especializada, destacando-se as performances do elenco, em especial Gadot e Miller, as sequências de ação e os efeitos visuais, enquanto o enredo, a narrativa, o ritmo, o vilão e o excessivo uso de CGI foram recebidos de forma negativa. O tom do longa-metragem obteve uma recepção polarizada, com alguns elogiando por ser mais leve do que os filmes anteriores da DCEU, enquanto outros avaliaram isso como inconsistente. Com um orçamento estimado em US$ 300 milhões, é o quarto filme mais caro da história do cinema após Pirates of the Caribbean: On Stranger Tides, Avengers: Age of Ultron e Avengers: Infinity War. Arrecadou mais de US$ 661 milhões mundialmente, sendo o décimo quarto longa-metragem de maior bilheteria no ano. Ocupou a décima posição entre as maiores arrecadações de 2017 no mercado interno, Estados Unidos e Canadá, com US$ 229 milhões. Ficou abaixo das expectativas, com perdas estimadas entre US$ 50 e US$ 100 milhões para a Warner Bros. Pictures. Foi, até 2018, o título de menor receita do Universo Estendido DC na bilheteria doméstica e mundial. Em maio de 2020, o serviço de streaming HBO Max anunciou o lançamento de um corte do diretor do filme, Zack Snyder's Justice League, para 2021.

## Elenco

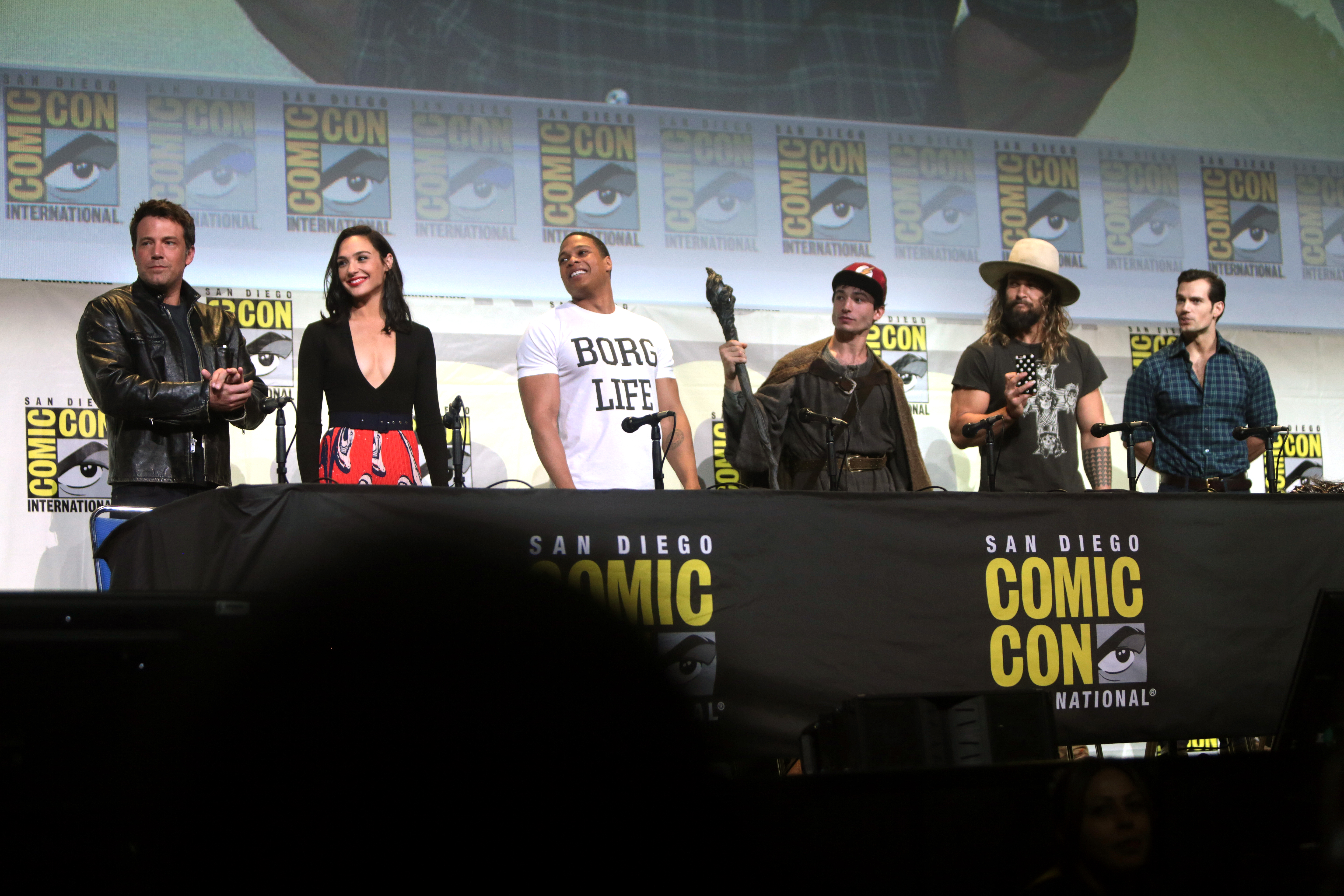
Ben Affleck, Gal Gadot, Ray Fisher, Ezra Miller, Jason Momoa e Henry Cavill em 2016 San Diego Comic-Con para promover Liga da Justiça.

- Ben Affleck como Bruce Wayne / Batman: O líder e benfeitor da Liga da Justiça, um bilionário socialite e proprietário da Wayne Enterprises. Ele se dedica a proteger Gotham City de seu submundo criminoso como um vigilante altamente treinado e mascarado equipado com muitas ferramentas poderosas e armas.
- Henry Cavill como Clark Kent / Kal-El / Superman:
Um Kryptoniano sobrevivente e jornalista do Planeta Diário com habilidades sobre-humanas que aparentemente morreu após os eventos de Batman v Superman: Dawn of Justice. Em 5 de fevereiro de 2016, Cavill anunciou nas mídias sociais que já havia começado a se exercitar para o filme antes do início das filmagens.[21]
- Amy Adams como Lois Lane: Uma premiada jornalista do Planeta Diário e interesse amoroso de Kent.[22]
- Gal Gadot como Diana Prince / Mulher Maravilha: Uma membro da Liga da Justiça e uma negociante de antiguidades. Ela também é uma imortal guerreira amazona que é a princesa de Themyscira e filha de Hipólita e Zeus. Ela possui atributos e habilidades sobre-humanos herdados de seus pais.
- Ezra Miller como Barry Allen / Flash: Um membro da Liga da Justiça e um estudante da Universidade de Central City, que pode se mover em velocidades super-humanas, capaz de correr até na velocidade da luz, com sua habilidade de entrar na Força de Aceleração.
- Jason Momoa como Arthur Curry / Aquaman: Um membro da Liga da Justiça e o herdeiro do trono da nação submarina da Atlântida, cujas habilidades meta-humanas se originam de sua fisiologia atlante. Suas habilidades aquáticas meta-humanas e atributos físicos sobre-humanos originam-se de sua fisiologia Atlante.
- Ray Fisher como Victor Stone / Ciborgue: Um membro da Liga da Justiça e um ex-atleta universitário que, depois de ser cibernéticamente reconstruído com uma Caixa Maternas após um acidente quase fatal, tem poderes que lhe permitem manipular a tecnologia. Fisher interpreta o personagem através da assistência de desempenho de captura de movimento, para a parte cibernética de seu corpo.[23]
- Jeremy Irons como Alfred Pennyworth: Mordomo de Bruce Wayne, chefe de segurança e confiável confidente.[24]
- Diane Lane como Martha Kent: A mãe adotiva de Clark Kent.[22]
- Connie Nielsen como Rainha Hipólita: A mãe de Diana e rainha de Themyscira.[22]
- J. K. Simmons como James Gordon: O Comissário do Departamento de Polícia de Gotham City e aliado do Batman.[22]
- Ciarán Hinds como Lobo da Estepe:
Um ser da raça dos Novos Deuses, general de Apokolips, que lidera um exército de Parademônios e está à procura das três Caixas Maternas guardadas na Terra.[25][26] Hinds interpreta o vilão através do uso de desempenho de captura de movimento e recebeu ajuda nesse processo de seu amigo Liam Neeson, que tinha feito recentemente um trabalho semelhante em Sete Minutos Depois da Meia-Noite.[27]

Os Antigos Deuses Olimpianos: Zeus, Ares e Ártemis são interpretados por Sergi Constance, Nick McKinless e Aurore Lauzeral, respectivamente. No corte final, o rosto de McKinless foi substituído pelo rosto do ator David Thewlis, que interpretou o vilão anteriormente no filme Mulher-Maravilha; apenas Thewlis foi creditado. Joe Morton, e Robin Wright reprisam seus papéis de filmes anteriores como Silas Stone, um cientista dos Laboratórios S.T.A.R e pai de Victor Stone, Antíope, a irmã de Hipólita e a tia e mentora de Diana, respectivamente. Amber Heard interpreta Mera, uma guerreira de Atlântida, e Billy Crudup interpreta Henry Allen, o pai de Barry Allen. Durante um flashback da primeira invasão de Lobo da Estepe à Terra, Julian Lewis Jones aparece como um antigo rei dos homens, enquanto Francis Magee interpreta um antigo rei de Atlântida. Michael McElhatton aparece como um ladrão de banco que é derrotado pela Mulher-Maravilha no início do filme, enquanto Holt McCallany faz um aparição não-creditada como um ladrão. Marc McClure, que interpretou Jimmy Olsen nos filmes do Superman de 1978-1987, tem um cameo como um policial. Jesse Eisenberg e Joe Manganiello aparecem em uma cena pós-créditos como Lex Luthor e Slade Wilson / Exterminador, respectivamente. Um Lanterna Verde não-identificado aparece na cena do flashback, criado por meio de computação gráfica e captura de movimento feita por um ator não-creditado. Willem Dafoe e Kiersey Clemons gravaram cenas como Nuidis Vulko e Iris West, respectivamente, mas suas cenas foram removidas no corte final do filme, porém, ambos os atores retornarão em filmes futuros do DCCU, Dafoe aparece em Aquaman e Clemons estará no filme solo do Flash. Uma cena com os lanternas verdes Kilowog e Tomar-Re foi filmada, porém removida do filme na pós-produção.

## Produção

### Primeiras tentativas
Em fevereiro de 2007, foi anunciado que a Warner Bros havia contratado o casal Michele e Kieran Mulroney para escrever um roteiro para um filme da Liga da Justiça. A notícia chegou ao mesmo tempo que o filme de Joss Whedon da Mulher Maravilha tinha sido cancelado, assim como The Flash, escrito e dirigido por David S. Goyer. Intitulado Liga da Justiça: Mortal, Michele e Kiernan Mulroney entregaram seu roteiro à Warner Bros. em junho de 2007, recebendo o feedback positivo, que levou o estúdio a acelerar rapidamente a produção na esperança das filmagens começarem antes da Greve dos roteiristas dos Estados Unidos de 2007–2008. Warner Bros. estava menos disposta a prosseguir com o desenvolvimento de uma sequência de Superman Returns, tendo sido decepcionada com o retorno de bilheteria. Brandon Routh não foi abordado para reprisar o papel de Superman em Liga de Justiça: Mortal, nem Christian Bale de Batman Begins. Warner Bros. planejava Liga da Justiça: Mortal para ser o início de uma nova franquia de filmes. Logo após o término das filmagens de The Dark Knight, Bale declarou em uma entrevista que "Seria melhor se não pisar nos dedos do pé que a nossa série do Batman está fazendo", embora ele pessoalmente achou que faria mais sentido para a Warner Bros. lançar o filme da Liga após The Dark Knight Rises. Jason Reitman foi a primeira escolha para dirigir Liga da Justiça, mas ele recusou, já que se considera um cineasta independente e prefere ficar longe dos filmes de super-heróis de grande orçamento. George Miller assinou para dirigir em setembro de 2007, com Barrie Osbourne produzindo em um orçamento projetado de US$ 220 milhões.
No mês seguinte, cerca de 40 atores e atrizes fizeram teste para os papéis dos super-heróis, entre eles Joseph Cross, Michael Angarano, Max Thieriot, Minka Kelly, Adrianne Palicki e Scott Porter. Miller pretendia lançar atores mais jovens, visto que ele queria que eles "crescessem" em seus papéis ao longo de vários filmes. D.J. Cotrona foi escalado como Superman, junto com Armie Hammer como Batman. Jessica Biel teria recusado o papel de Mulher Maravilha depois de estar em negociações. A personagem também estava ligado às atrizes Teresa Palmer e Shannyn Sossamon, juntamente com Mary Elizabeth Winstead, que confirmou que ela tinha feito um teste. Em última análise, Megan Gale foi escolhida como Mulher Maravilha, enquanto Palmer foi escolhida como Talia al Ghul, a quem Miller tinha em mente para agir com um sotaque russo. O roteiro de Liga da Justiça: Mortal teria caracterizado o personagem de John Stewart como Lanterna Verde, um papel originalmente oferecido a Columbus Short. Artista de hip-hop e rapper Common foi escalado, com Adam Brody como Barry Allen / Flash, e Jay Baruchel como o vilão principal, Maxwell Lord. O colaborador de longa data de Miller, Hugh Keays-Byrne, havia sido escalado em um papel desconhecido, rumores de ter sido o Caçador de Marte. Aquaman ainda tinha de ser escalado.
Com atrasos na produção e o sucesso de The Dark Knight em julho de 2008, a Warner Bros decidiu se concentrar no desenvolvimento de filmes individuais com os principais heróis, permitindo ao diretor Christopher Nolan completar separadamente sua trilogia do Batman. Em agosto de 2008, Gregory Noveck, vice-presidente sênior de assuntos criativos da DC Entertainment, afirmou: "Nós vamos fazer um filme da Liga da Justiça, seja agora ou daqui a 10 anos. Não vamos começar enquanto não sentirmos que o momento é certo".

### Desenvolvimento
Em 2011 a Warner Bros. lançou um filme solo do Lanterna Verde, que foi uma decepção crítica e financeira. Enquanto isso, adaptações cinematográficas para Flash e Mulher Maravilha continuaram a enfraquecer no desenvolvimento, enquanto as filmagens para um reboot do Superman estavam começando em 2011 com Man of Steel, produzido por Nolan, escrito por Goyer e dirigido por Zack Snyder. Pouco depois das filmagens de Man of Steel terem terminado, a Warner Bros contratou Will Beall para escrever um filme da Liga da Justiça. O presidente da Warner Bros, Jeff Robinov, explicou que Man of Steel iria definir o tom para os futuros filmes da DC. O filme incluiu referências à existência de outros super-heróis do Universo DC e iniciou o universo cinematográfico compartilhado de personagens da DC Comics. Com o lançamento de Man of Steel em junho de 2013, Goyer foi contratado para escrever uma sequência, assim como um novo Liga da Justiça, com o roteiro de Beall sendo descartado. A sequência foi revelada mais tarde como sendo Batman v Superman: Dawn of Justice, com direção de Snyder, o primeiro filme em live-action a apresentar Batman e Superman juntos, assim como a primeira representação cinematográfica em live-action de Mulher Maravilha, Flash, Aquaman e Ciborgue. O universo é separado do trabalho de Nolan e Goyer na trilogia O Cavaleiro das Trevas, embora Nolan ainda esteve envolvido como produtor executivo de Batman v Superman.

[Jack] Kirby era louco de uma forma maravilhosa e há um muita influência dele aqui. As coisas dos Novos Deuses, as Caixas Maternas e o mundo de Apokolips. Acho divertido esse tom sci-fi.

— Zack Snyder
Em abril de 2014, foi anunciado que Snyder também estaria dirigindo o roteiro de Liga da Justiça de Goyer. Warner Bros. chamou Chris Terrio para reescrever Liga de Justiça em julho. Em 15 de outubro de 2014, a Warner anunciou que o filme seria lançado em duas partes, com a primeira parte lançada em 17 de novembro de 2017 e a segunda parte em 14 de junho de 2019, com Snyder dirigindo ambos os filmes. No início de julho de 2015, EW revelou que o roteiro de Liga da Justiça Parte Um tinha sido completado por Terrio. Snyder afirmou que o filme é inspirado pelo tom de aventura espacial do quadrinista Jack Kirby. Snyder também citou o filme japonês Os Sete Samurais, de Akira Kurosawa, como uma inspiração. Embora Liga da Justiça tenha sido inicialmente anunciado como um filme em duas partes, com a segunda parte lançada dois anos após a primeira, Snyder anunciou em junho de 2016 que seriam dois filmes distintos separados e não um filme dividido em duas partes, sendo ambos histórias autônomas.

### Filmagens
Em julho de 2015, foi revelado que as filmagens começariam na primavera de 2016 após o fim das filmagens de Mulher Maravilha. As filmagens começaram em 11 de abril de 2016, ocorrendo no Warner Bros. Studios, Leavesden, assim como várias locais em torno de Londres, Escócia, Los Angeles e na vila Djúpavík, na Islândia. O cinegrafista de longa data de Snyder, Larry Fong, foi substituído por Fabian Wagner devido a conflitos de agenda. Affleck também foi confirmado como produtor executivo. Em maio de 2016, foi revelado que Geoff Johns e Jon Berg estarão produzindo os filmes da Liga da Justiça e também estarão no comando do Universo Estendido DC. Johns confirmou em 3 de junho de 2016, que o título do filme é apenas "Liga da Justiça", após rumores de que teria um subtítulo. Nesse mesmo mês, Irons afirmou que o enredo de Liga da Justiça será mais linear e simples, em comparação com Batman v Superman: Dawn of Justice. Johns afirmou depois que o filme seria "esperançoso e otimista" em comparação com os filmes anteriores da franquia. Momoa confirmou via Instagram que as filmagens terminaram em Londres em 1 de outubro de 2016. Em 7 de outubro de 2016, Zack Snyder compartilhou no Twitter um vídeo dos bastidores em comemoração ao último dia de filmagens no Reino Unido. Em 14 de outubro, Momoa confirmou via Instagram que as filmagens haviam terminado na Islândia.

### Pós-produção
Em maio de 2017, Snyder deixou o processo de pós-produção do filme para lidar adequadamente com a morte de sua filha. Joss Whedon, que já tinha sido anteriormente reencaminhado para trabalhar no roteiro com cenas adicionais, assumiu as funções da pós-produção no lugar de Snyder. Em julho de 2017, foi anunciado que o filme estava passando por refilmagens. As refilmagens coincidiram com a agenda de filmagem de Cavill para Mission: Impossible 6, pelo qual ele cresceu um bigode que ele foi contratado para manter enquanto filmava, então a equipe VFX da Liga da Justiça teve que recorrer ao uso de efeitos especiais para remover digitalmente o bigode nas cenas.

### Trilha sonora
Em março de 2016, Hans Zimmer, que compôs a trilha de Man of Steel e Batman v Superman: Dawn of Justice, afirmou que ele está oficialmente aposentado do "negócio de super-heróis". Em junho de 2016, foi substituído por Junkie XL, que escreveu e compôs a trilha sonora de Dawn of Justice ao lado de de Zimmer. Em junho de 2017, Danny Elfman foi anunciado para substituir Junkie XL. Anteriormente, Elfman compôs Batman, Batman Returns e a música tema de Batman: The Animated Series. Elfman confirmou que ele estaria usando a música tema do Batman do filme de 1989 no filme, e também usaria brevemente o tema do Superman de John Williams. Gary Clark Jr. e The White Stripes também foram destaque no álbum de Liga da Justiça, Gary cantou um cover da música Come Together dos The Beatles para o filme.

## Lançamento
Liga da Justiça realizou sua estreia mundial em Pequim em 26 de outubro de 2017, e foi lançado na América do Norte em RealD 3D e IMAX em 17 de novembro de 2017. No Brasil, foi lançado em 15 de novembro de 2017, chegando em Portugal no dia seguinte.

## Recepção

### Bilheteria
Justice League arrecadou US$ 229 milhões de dólares nos Estados Unidos e no Canadá e US$ 432,3 milhões em outros territórios, para uma bilheteria global de US$ 661,3 milhões. Teve abertura mundial de US$ 278,8 milhões pelo mundo. Foi estimado que, para pelo menos se pagar, o filme teria que gerar pelo menos US$ 750 milhões em bilheteria (frente a um orçamento de US$ 300 milhões, fora outros milhões em marketing). O Deadline Hollywood reportou que o filme gerou para o estúdio um prejuízo de aproximadamente US$ 60 milhões. Como o filme acabou perdendo dinheiro, ele foi classificado como um "fracasso de bilheteria" ou um "fiasco".
Em seu segundo final de semana, o filme caiu 56% nas bilheterias para US$ 41,1 milhões, ficando em segundo lugar nas bilheterias, atrás do longa estreante Coco. Foi o segundo melhor segundo fim de semana para um filme do DCEU, atrás dos 43% de Wonder Woman, mas teve o valor bruto geral mais baixo. Em sua terceira semana, terminou novamente em segundo atrás de Coco, angariando US$ 16,7 milhões. Arrecadou US$ 9,7 milhões na quarta semana e US$ 4,3 milhões na quinta, terminando em segundo e quinto lugar respectivamente nas bilheterias. Em 2018, Forbes comparou a mudança drástica e incoesa dos filmes mais sombrios de Snyder, Man of Steel e Batman v Superman: Dawn of Justice com o mais tranquilo Justice League (co-escrito com Whedon), à mudança de tom igualmente drástica e incoesa experimentada nos filmes Batman de Tim Burton, de 1989 e 1992, para as sequências diretas e alegres dirigidas por Schumacher, embora observe que a primeira mudança de tom foi melhor recebida do que a de Justice League, afetando as bilheterias, por ir contra as expectativas dos fãs de Snyder em sua tentativa de atingir um grupo demográfico mais alto, ao mesmo tempo em que aliena seu próprio público-alvo estabelecido. Deadline atribuiu os números baixos à reação morna do público ao filme e à maioria de seus antecessores, bem como má recepção da crítica e site agregador de resenhas de filmes Rotten Tomatoes não postar sua pontuação agregada até um dia antes do lançamento, causando especulações e dúvidas dos espectadores.
Em outros territórios, o filme foi projetado para estrear em US$ 215–235 milhões para uma estreia mundial de US$ 325–355 milhões. Acabou arrecadou US$ 8,5 milhões no primeiro dia em nove países, incluindo Coreia do Sul, França e Brasil. No final, teve uma estreia internacional de US$ 185 milhões em 65 países, incluindo US$ 57,1 milhões na China, US$ 9,8 milhões no Reino Unido, US$ 9,6 milhões no México e US$ 8,8 milhões na Coreia do Sul. O filme quebrou um recorde nas Filipinas com uma estreia de US$ 1,12 milhões (PHP 57,3 milhões), tornando-se o maior dia de abertura da indústria para um filme em 2017 e eventualmente se tornando o 7º filme de maior sucesso de todos os tempos. No Brasil, o filme estreou com US$ 14,2 milhões, a maior estreia da história do país. Fora da América do Norte, os maiores mercados do filme foram a China (US$ 106 milhões), Brasil (US$ 41 milhões), México (US$ 24.8 milhões) e Reino Unido (US$ 24 milhões).

### Crítica
Justice League teve uma recepção mista por parte dos críticos. Foi elogiado pelas sequências de ação e performances (particularmente Gadot e Miller), mas foi criticado por seu enredo, ritmo, vilão genérico, cinematografia e CGI. No site agregador de resenhas Rotten Tomatoes, o filme teve um índice de aprovação de 39% baseado em 409 resenhas dos críticos profissionais, com nota média de 5,3 (de 10). O consenso do site diz: "A Liga da Justiça salta sobre uma série de filmes da DC, mas seu único limite não é suficiente para eliminar a estética sombria, os personagens finos e a ação caótica que continuam a perseguir a franquia". O Metacritic, que usa uma média ponderada, atribuiu ao filme uma pontuação de 45 (de 100), com base em 52 críticas, indicando uma "recepção mista ou mediana". Já com o público, segundo o site CinemaScore, o filme teve uma nota média de "B+" (numa escala de A+ a F), com o site PostTrak dando uma recepção positiva por 85% da audiência, com cerca de 69% afirmando que recomendariam o filme.

## Liga da Justiça de Zack Snyder
A reação divida em relação ao final do filme, com Zack Snyder deixando os trabalhos de diretoria e a edição final do filme nas mãos de Joss Whedon, levou a um argumento comparando a situação com a vivida pelo filme Superman II. Tanto Liga da Justiça quanto Superman II apresentam um diretor que foi substituído, por diferentes razões, antes da conclusão de um filme, o que levou um segundo diretor a entrar e fazer mudanças substanciais no tom de cada filme. Embora o raciocínio por trás da saída de cada diretor seja diferente, Richard Donner conseguiu concluir sua reedição de Superman II em 2005. Na crença de que Snyder havia filmado material suficiente para um filme terminado, uma campanha para um "Snyder cut" foi iniciada para permitir que Snyder recebesse um tratamento semelhante ao de Donner. Argumenta-se que a visão de Snyder seria mais coesa com os filmes anteriores do que a versão lançada o cinema, que Snyder se recusou a ver. A Warner Bros permaneceu em silêncio oficialmente sobre qualquer intenção de fazer um "Snyder cut".
Em março de 2019, Snyder confirmou que sua edição original existe e afirmou que depende da Warner Bros. lançá-la. Em novembro, no entanto, uma fonte afirmou que é improvável que a Warner Bros. lance a versão de Snyder de Liga da Justiça nos cinemas ou no HBO Max. Em dezembro, porém, Snyder postou uma foto em sua conta no Vero, que mostrava caixas com fitas rotuladas como "Z.S. J.L Director's cut" e com a legenda "Is it real? Does it exist? Of course it does." ("É real? Existe? Existe? É claro que sim"). Em maio 20 de março de 2020, Zack Snyder anunciou oficialmente, durante uma sessão de perguntas e respostas após uma Watch party de Man of Steel no 'Vero, que a HBO Max lançaria sua edição de Liga da Justiça em seu serviço em 2021. A reedição custaria entre 20 e 30 milhões de dólares para concluir os efeitos especiais, a partitura e a edição musical, e seria uma versão de quatro horas ou uma minissérie de seis partes da visão original de Snyder do filme. Finalmente, decidiu-se pela realização do filme com duração de 4 horas.

## Futuro
Uma sequência foi agendada para ser lançada em 14 de junho de 2019, mas desde então tem sido adiada para acomodar o lançamento de um filme solo do Batman. Logo após o lançamento de Liga da Justiça, Henry Cavill afirmou que tem um contrato com a Warner Bros. para interpretar Superman em mais um filme. Em dezembro de 2017, foi relatado que "não havia planos imediatos" para Zack Snyder dirigir uma sequência de Liga da Justiça, ou qualquer outro filme da DC, com Snyder sendo relegado a uma posição de produtor executivo. Isso ocorre após uma reorganização da equipe de produção de filmes da Warner Bros., devido à recepção crítica mista do filme e ao desempenho financeiro decepcionante.
Em 2019, a Warner Bros. havia priorizado filmes independentes sobre o projeto, embora a diretora de Mulher Maravilha, Patty Jenkins, tenha dito que está aberta a dirigir uma sequência de Liga da Justiça.